# مجلة كيو
كيو هي مجلة موسيقية شائعة في المملكة المتحدة تصدر شهريا. أسسها مارك إليم وديفيد هيبورث بعد استيائهم من الصحافة الموسيقية في ذلك الوقت، بعد أن شعروا بتجاهل جيل كامل من الذين يشترون الأقراص المدمجة CD حيث أنها كانت لا تزال تكنولوجيا جديدة. أول نشر لمجلة كيو من قبل مجموعة East Midland Allied Press في أكتوبر 1986.